# Arnegard
Arnegard is een plaats (city) in de Amerikaanse staat North Dakota, en valt bestuurlijk gezien onder McKenzie County.

## Demografie
Bij de volkstelling in 2000 werd het aantal inwoners vastgesteld op 105.
In 2006 is het aantal inwoners door het United States Census Bureau geschat op eveneens 105.

## Geografie
Volgens het United States Census Bureau beslaat de plaats een oppervlakte van
0,7 km², geheel bestaande uit land. Arnegard ligt op ongeveer 687 m boven zeeniveau.

## Plaatsen in de nabije omgeving
De onderstaande figuur toont nabijgelegen plaatsen in een straal van 44 km rond Arnegard.